# 托尼·尤索夫
托尼·尤索夫（1977年4月3日—）是马来西亚电影、电视和舞台剧演员。

## 职业生涯
到了2016年，托尼已拍过14部电影和69部电视剧，并参与17部舞台剧的演出，包括获奖音乐剧《假凤虚凰》（La Cage aux Folles），以及在2013年砂拉越上演的比南利音乐剧中饰演男主角、已故巨星比·南利。

## 争议
2016年3月12日，托尼将一包大麻混合物藏在行李中进入新加坡，结果被关卡人员搜出并逮捕了他。案件于3月31日开审。4月21日，他被判坐牢八个月。10月1日，托尼得到提前释放。